# Rhabdomastix hansoni
Rhabdomastix hansoni är en tvåvingeart som beskrevs av Alexander 1939. Rhabdomastix hansoni ingår i släktet Rhabdomastix och familjen småharkrankar. Inga underarter finns listade i Catalogue of Life.